# Papyrus 38
Papyrus 38 (nach Gregory-Aland mit Sigel {\displaystyle {\mathfrak {P}}}38 bezeichnet) ist eine frühe griechische Abschrift des Neuen Testaments. Dieses Papyrusmanuskript der Apostelgeschichte enthält nur die Verse 18,27-19,6.12-16. Mittels Paläographie wurde es auf das frühe 3. Jahrhundert datiert.
Der griechische Text des Kodex repräsentiert den Westlichen Texttyp. Kurt Aland bezeichnete ihn als „freien Text“ und ordnete ihn in Kategorie IV ein. Der Text dieser Handschrift ist mit dem Codex Bezae verwandt.
Es wird zurzeit an der University of Michigan unter der Signatur P. Mich. Inv. Nr. 1571 in Ann Arbor aufbewahrt.